# 경기여자고등학교
경기여자고등학교(京畿女子高等學校)는 대한민국 서울특별시 강남구 개포동에 있는 공립 고등학교이다.
1908년에 공포된 「고등여학교령」에 의거해 설립된 최초의 관립 중등여학교이다.

## 학교 연혁
- 1908년 4월 1일 : 관립 한성고등여학교, 초대 어윤적 교장 취임
- 1911년 2월 1일 : 관립 경성여자고등보통학교로 개칭
- 1911년 2월 28일 : 제1회 졸업식(31명 졸업)
- 1922년 4월 1일 : 재동 신축교사로 이전, 경성공립여자고등보통학교로 개칭
- 1938년 4월 1일 : 경기공립고등여학교로 개칭
- 1945년 10월 15일 : 정동 1번지 (구)경성제일공립여자고등학교 교사로 이전
- 1947년 5월 1일 : 경기공립여자중학교(6년제)로 개칭
- 1951년 9월 1일 : 경기여자중학교(3년제)와 경기여자고등학교(3년제)로 개편
- 1971년 2월 28일 : 경기여자중학교 폐교(문교부 중학교 평준화 조치)
- 1974년 3월 1일 : 부설 방송통신고등학교 설치
- 1988년 2월 9일 : 개포동 신축교사(현)로 이전
- 2008년 10월 15일 : 개교 100주년 기념식 거행
- 2019년 2월 8일 : 제107회 졸업식(525명 졸업) 총 누적 졸업생 수 43,672명
- 2019년 3월 4일 : 2019학년도 신입생 374명 입학
- 2019년 9월 1일 : 제27대 이정희 교장 취임

## 갤러리

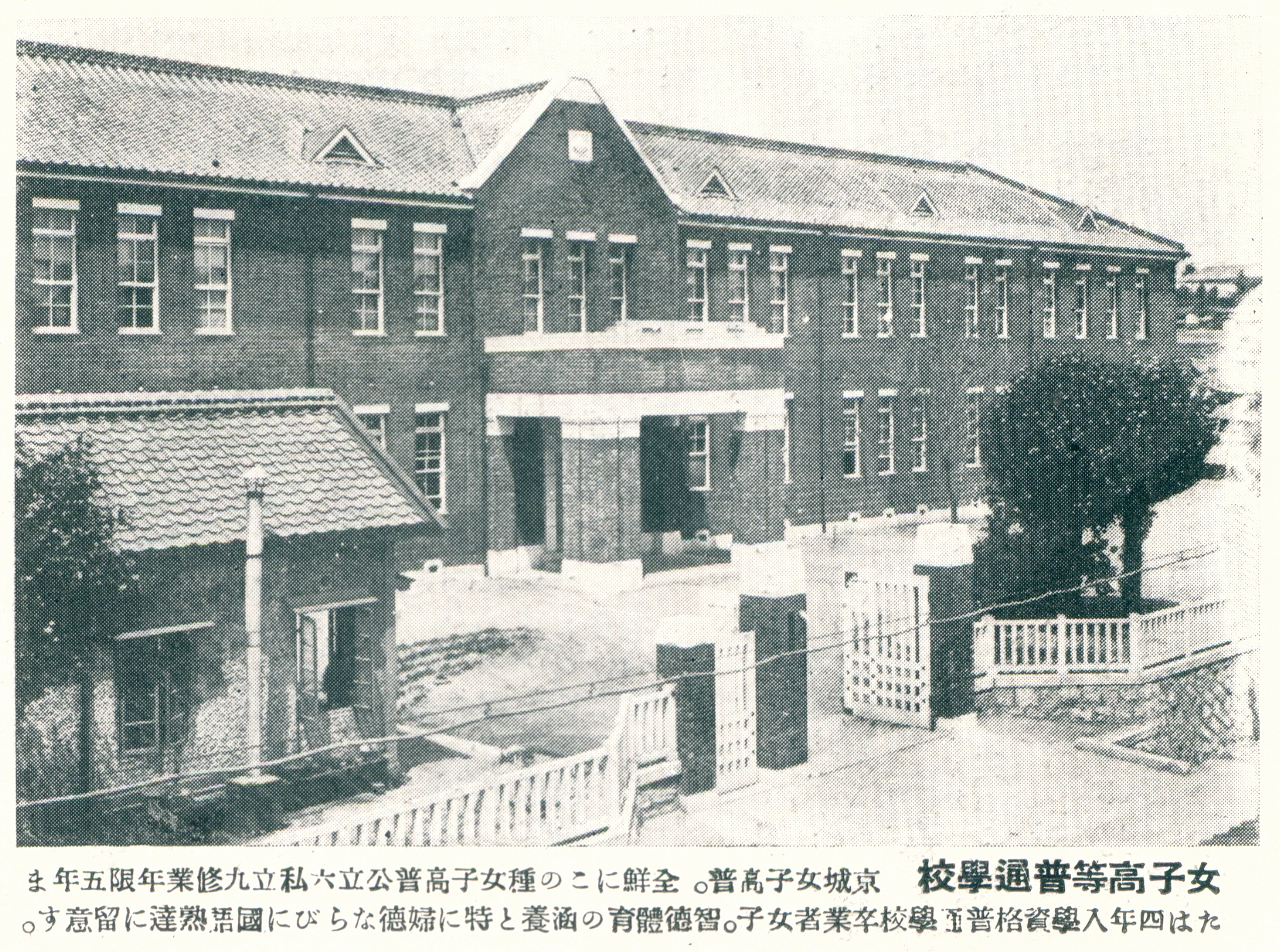
재동 교사의 모습
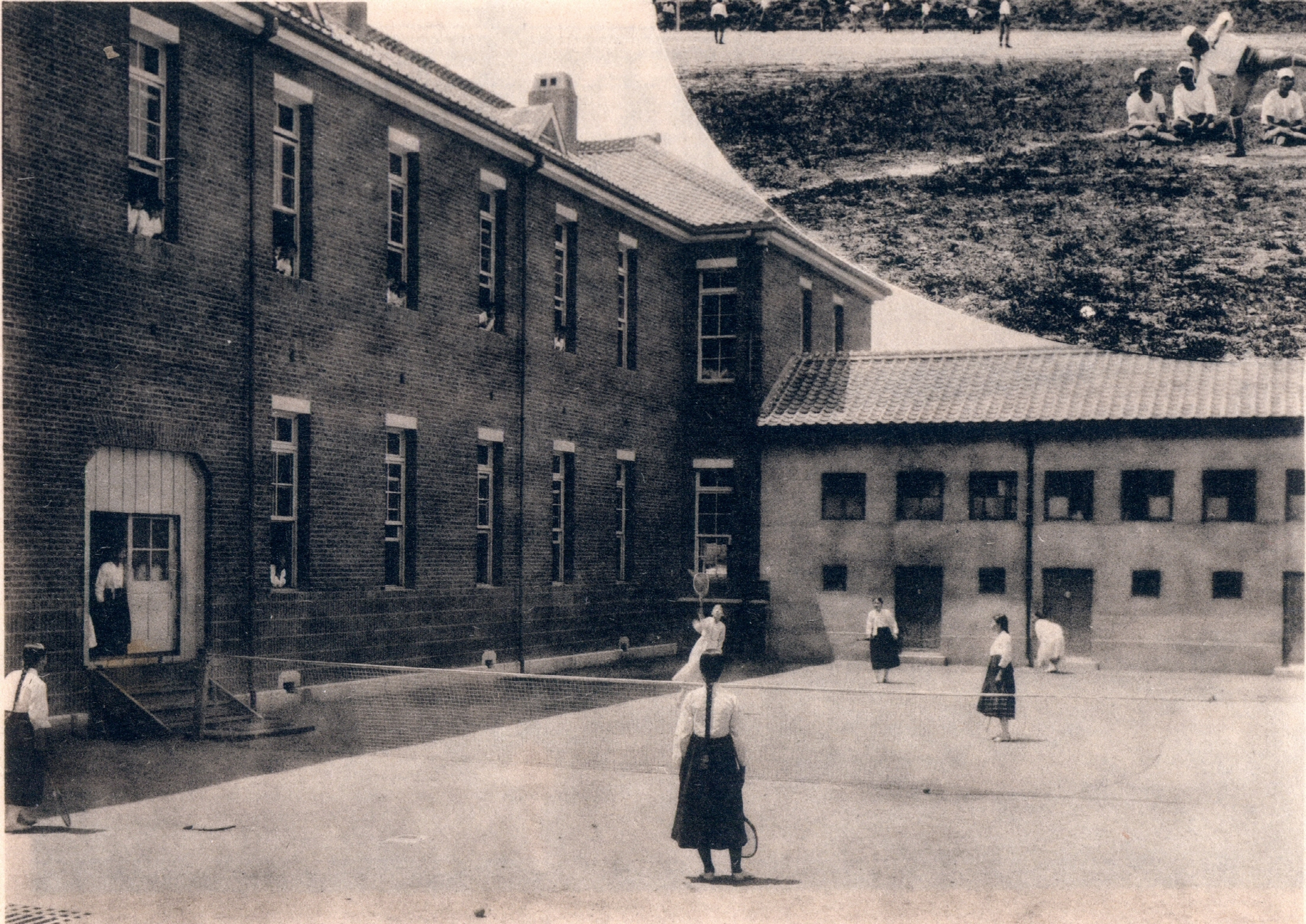
여학생들이 배드민턴을 치고있다.
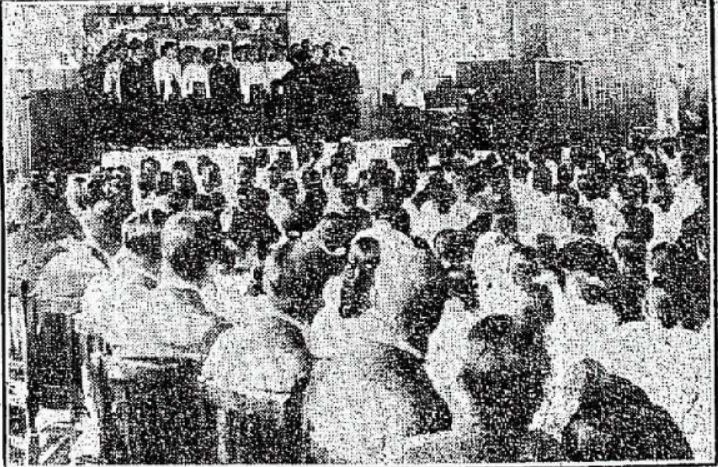
3학년 학생들이 학예회에서 합창을 하고 있다.

## 참고 문헌
- 경기여자고등학교 - 한국교육학술정보원 학교알리미

## 같이 보기
- 경성여자고등보통학교 여자 정구단